# Charity Shea
Charity Shea (* 4. Dezember 1983 in Denver, Colorado) ist eine US-amerikanische Schauspielerin.

## Karriere
Charity Shea hatte ihren ersten Auftritt beim Fernsehen 2004 in der Folge Die Kritik in der US-amerikanischen Fernsehserie Entourage. Dabei war sie mit Nicole Garza als Mädchen in einem Wagen zu sehen. Ihre erste Rolle hatte sie 2005 in der Folge Bomben-Alarm in der Krimiserie CSI: Miami als Amanda. Ihr Filmdebüt gab sie im gleichen Jahr in dem Horrorfilm Scarred, in dem sie die Rolle der Alex spielte. Im Jahr 2006 stand sie für das Filmdrama Alpha Dog – Tödliche Freundschaften neben Justin Timberlake, Bruce Willis und Sharon Stone vor der Kamera. In der Filmkomödie Sexgeflüster mit Mila Kunis und Zoe Saldana aus dem Jahr 2007 erhielt sie eine kleinere Rolle. In der kanadischen Fernsehserie The Best Years: Auf eigenen Füßen erhielt sie neben Jennifer Miller ihre erste Hauptrolle. Dabei verkörperte Shea in 21 Folgen den Charakter Samanta Best. Neben Bai Ling, Susan Ward, Tom Sizemore und Danny Trejo war sie 2008 in dem Thriller Toxic zu sehen. Anschließend spielte sie 2011 in einer Folge von Rules of Engagement die Rolle der Gwen. Ab demselben Jahr war sie bis 2015 als April neben LisaRaye in der von VH1 produzierten Serie Single Ladies zu sehen.

## Filmografie (Auswahl)
- 2004: Entourage (Fernsehserie, Folge 1x02 Die Kritik)
- 2005: CSI: Miami (Fernsehserie, Folge 3x24 Bomben-Alarm)
- 2005: Scarred
- 2006: The Pumpkin Karver
- 2006: Alpha Dog – Tödliche Freundschaften (Alpha Dog)
- 2007: Good Time Max
- 2007: Sexgeflüster (After Sex)
- 2007–2009: The Best Years: Auf eigenen Füßen (The Best Years, Fernsehserie, 21 Folgen)
- 2008: Toxic
- 2008: Hangar No. 5 (Kurzfilm)
- 2011: Rules of Engagement (Fernsehserie, Folge 6x07 Der Stuhl des Grauens)
- 2011–2015: Single Ladies (Fernsehserie, 41 Folgen)
- 2014: Pretty Perfect
- 2017: The Psycho She Met Online (Fernsehfilm)